# Попова Валентина Дмитрівна
Попова Валентина Дмитрівна (нар. 15 січня 1955, с. Голубичі Ріпкинського району Чернігівської області) - українська науковиця, кандидат економічних наук (1999), доцент (2005), відмінник освіти України, Заслужений вчитель України (1998).

## Життєпис
Валентина Дмитрівна Попова (нар. 15 січня 1955, с. Голубичі на Чернігівщині. У 1973 році закінчила Чернівецький фінансовий технікум, у 1978 - Ленінградський фінансово-економічний інститут.

## Трудова діяльність
- 1978 році - викладач Чернівецького фінансового технікуму

- 1991 року - заступник директора Чернівецького фінансового технікуму

- З 1999 року  - проректор з навчальної роботи Буковинського державного фінансово-економічного інституту (з 2004 року – Буковинська державна фінансова академія).

## Сфера наукових інтересів
Інвестиційна діяльність суб’єктів господарювання: обліково-аналітичний аспект.

## Викладає дисципліни
- Статистика

- Стратегічний аналіз

- Стратегічний управлінський облік

Виявляє ґрунтовну компетентність, високий рівень професійності. Добре володіє методикою викладання, використовує технічні навчальні засоби, мультимедійну техніку, практичні матеріали роботи підприємств, організацій міста, області, України. Педагогом створено сучасний комплекс науково-методичного забезпечення дисципліни, яку вона викладає, що є надійною базою для підготовки інших викладачів.

## Нагороди
- нагороджена нагрудним знаком МОН України «Відмінник освіти»

- присвоєно почесне звання Заслужений вчитель України (1998)

- нагороджена грамотою і премією імені Омеляна Поповича (2001)

- нагороджена орденом княгині Ольги ІІІ ступеня (2002)

- нагороджена нагрудним знаком «Петра Могили»

- нагороджена Почесною Грамотою Міністерства фінансів України

- нагороджена Почесною Грамотою Кабінету Міністрів України[1].